# 布瓦西勒屈泰
布瓦西勒屈泰（法語：Boissy-le-Cutté，法語：[bwasi lə kyte] ⓘ）是法国法蘭西島大區埃松省的一个市镇，属于埃唐普区。

## 地理
布瓦西勒屈泰（48°28'18"N, 2°17'3"E）面积4.58 平方千米，位于法国法蘭西島大區埃松省，该省份为法国北部内陆省份，北起上塞纳省和马恩河谷省，西接厄尔-卢瓦省和伊夫林省，南至卢瓦雷省，东临塞纳-马恩省。
与布瓦西勒屈泰接壤的市镇（或旧市镇、城区）包括：塞尔尼、布维尔、迪松-隆格维尔、奥尔沃、上欧韦尔新城。

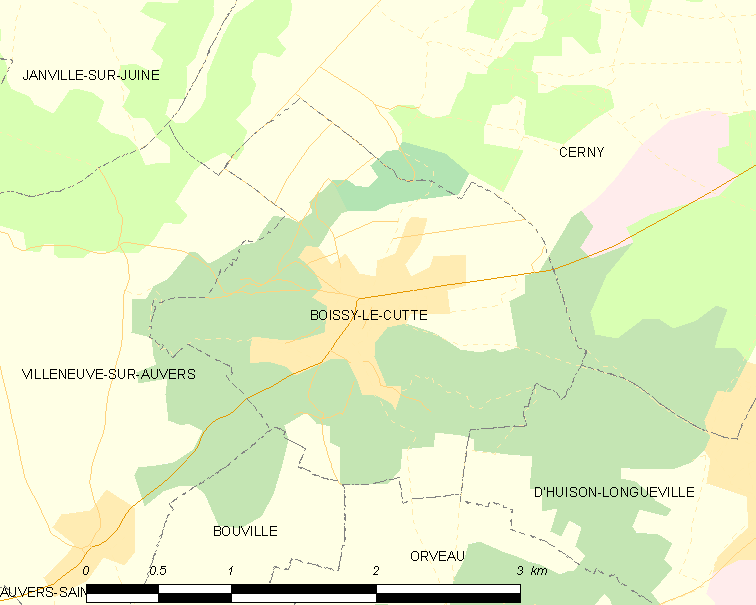
布瓦西勒屈泰的OSM定位图

布瓦西勒屈泰的时区为UTC+01:00、UTC+02:00（夏令时）。

## 行政
布瓦西勒屈泰的邮政编码为91590，INSEE市镇编码为91080。

## 政治
布瓦西勒屈泰所属的省级选区为埃唐普县。

## 人口

1962-2008年间布瓦西勒屈泰人口变化图示

布瓦西勒屈泰于2022年1月1日时的人口数量为1343人。